# Loligo reynaudii
Loligo reynaudii, thường được gọi là mực ống Mũi Hảo Vọng, là một loài mực ống đài 20–30 cm thuộc họ Loliginidae. Ở Nam Phi, nó được gọi là calamari hoặc chokka. Trước đây loài này được xem là một phân loài của mực ống châu Âu.
Loài này phân bố trong vùng ven biển Nam Phi từ vịnh False đến Port Elizabeth và xa đến tận Port Alfred. Loài này sống từ mặt nước biển đến độ sâu 200 m.